# Rivera de Membrio
Rivera de Membrio este o arie protejată (arie specială de conservare — SAC, sit de importanță comunitară — SCI) din Spania întinsă pe o suprafață de 638,82 ha, integral pe uscat.

## Localizare
Centrul sitului Rivera de Membrio este situat la coordonatele 39°32′55″N 7°03′08″W / 39.548611°N 7.052222°V.

## Înființare
Situl Rivera de Membrio a fost declarat sit de importanță comunitară în decembrie 2000 pentru a proteja 32 de specii de animale. Situl a fost protejat și ca arie specială de conservare în mai 2015.

## Biodiversitate
Situată în ecoregiunea mediteraneană, aria protejată conține 5 habitate naturale: Dehesas cu Quercus spp. perene, Galerii și tufărișuri riverane sudice (Nerio-Tamaricetea și Securinegion tinctoriae), Pseudostepă cu ierburi și specii anuale de Thero-Brachypodietea, Tufărișuri termo-mediteraneene și de pre-deșert, Păduri de Quercus ilex și Quercus rotundifolia.
La baza desemnării sitului se află mai multe specii protejate:
- păsări (23): lăcar-de-lac (Acrocephalus scirpaceus), fluierar de munte (Actitis hypoleucos), vulturul negru (Aegypius monachus), pescăruș albastru (Alcedo atthis), rață mare (Anas platyrhynchos), acvilă de munte (Aquila chrysaetos), stârc cenușiu (Ardea cinerea),  prundaș gulerat mic (Charadrius dubius), barză albă (Ciconia ciconia), egretă mică (Egretta garzetta), Galerida theklae, becațină comună (Gallinago gallinago), vulturul pleșuv sur (Gyps fulvus), ciocârlie de pădure (Lullula arborea), gaia neagră (Milvus migrans), gaia roșie (Milvus milvus), Oenanthe leucura, cormoran mare (Phalacrocorax carbo), pitulice de munte (Phylloscopus collybita), corcodel mare (Podiceps cristatus), silvie de tufiș (Sylvia undata), fluierarul de zăvoi (Tringa ochropus), nagâț (Vanellus vanellus)
- mamifere (3): lupul (Canis lupus), râs iberic (Lynx pardinus), Microtus cabrerae
- pești (5): Cobitis paludica, Luciobarbus comizo, Pseudochondrostoma polylepis, Rutilus alburnoides, Rutilus lemmingii
- reptile (1): Mauremys leprosa

Pe lângă speciile protejate, pe teritoriul sitului au mai fost identificate 1 specie de păsări.